# Lernaea godiminuti
Lernaea godiminuti is een eenoogkreeftjessoort uit de familie van de Lernaeidae. De wetenschappelijke naam van de soort is voor het eerst geldig gepubliceerd in 1891 door Hesse.